# برنارد دوفور
برنارد دوفور (بالفرنسية: Bernard Dufour)‏ هو مصور ورسام فرنسي، ولد في 21 نوفمبر 1922 في باريس في فرنسا، وتوفي في 22 يوليو 2016 في Foissac, Aveyron ‏ في فرنسا.

## وصلات خارجية
- برنارد دوفور على موقع IMDb (الإنجليزية)
- برنارد دوفور على موقع ألو سيني (الفرنسية)
- برنارد دوفور على موقع أول موفي (الإنجليزية)
- برنارد دوفور على موقع قاعدة بيانات الأفلام السويدية (السويدية)
- برنارد دوفور على موقع قاعدة بيانات الفيلم (الإنجليزية)
- برنارد دوفور على موقع كينوبويسك (الروسية)